# 앨런데일 워터프론트역

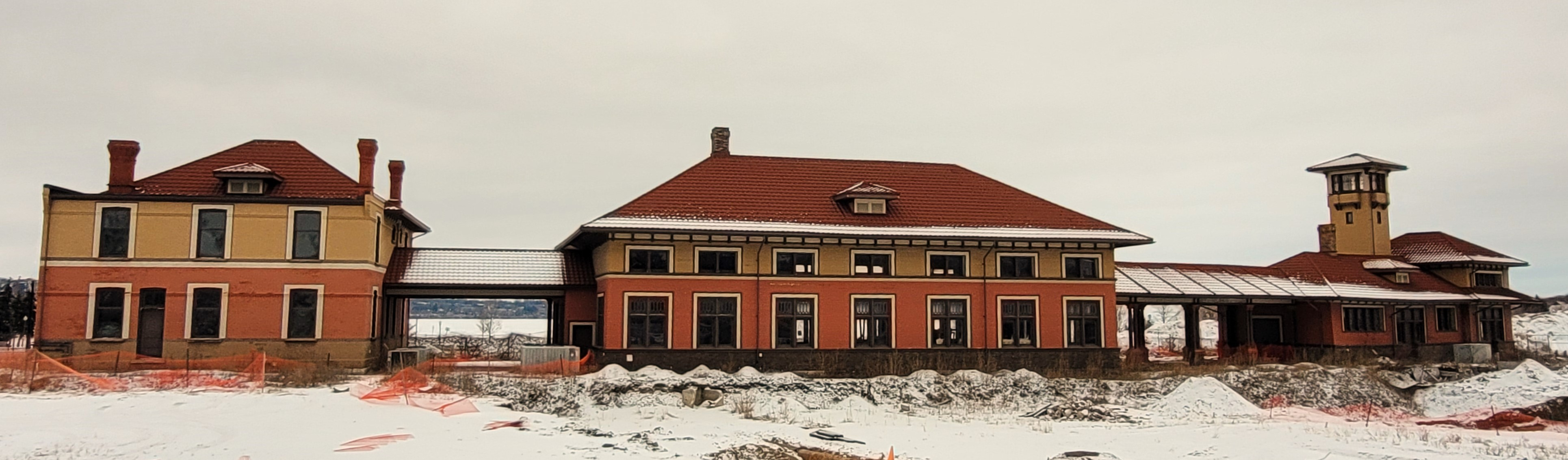
앨런데일 워터프론트역

앨런데일 워터프론트역(Allandale Waterfront Station)은 캐나다 온타리오주 배리의 심코호를 에워싼 호숫가 남쪽에 있는 역사적인 기차역인 앨런데일역(Allandale Station) 남쪽에 지어진 GO 트랜싯의 통근 열차 노선인 배리선의 종착역이다. 두 역 건물은 휴론족 매장지에 지어졌다.
1905년에 개통한 앨런데일역은 통근 열차 정차를 위한 새로운 역사 건설이 2009년부터 시작되었으며 2011년 가을에 개통 예정이었던 이 철도역은 개통 시기가 2012년으로 늦춰졌다. 역을 오가는 버스는 2012년 1월 28일부터 운행을 시작하였고 통근 열차는 이틀 뒤에 정차하였다.

## 위치
앨런데일 워터프론트역은 메트로링스가 소유하고 있는 뉴마켓선 62.8 마일 (101.1 km) 지점에 위치해있으며, 배리 콜링우드 철도의 시점이기도 하다. 남쪽으로는 배리 사우스역이 위치해있고, 서쪽으로는 배리 콜링우드 철도가 콜링우드까지 이어진다. 앨런데일에서 유토피아 구간은 화물 열차가 다니고 있지만, 유토피아에서 콜링우드 구간은 화물열차 운행이 저조했던 관계로 2011년 7월 15일부터 폐선되고 이 구간은 심코 카운티에게 소유권이 넘어간 상태이다. 심코 카운티는 이 구간의 선로를 걷어내고 산책로를 조성할 계획이다.

## 역사
배리에 처음 철도가 놓인 시점은 1853년으로 이 당시부터 2차 세계 대전 이후까지 차량 기지 확장과 화물 운임을 두고 배리와 앨런데일 사이에 팽팽한 논쟁이 계속되었다. 배리는 산업 발전을 통해 도시 팽창을 도모하였고 철도 의존 지역인 앨런데일 주민들은 자신들의 일자리를 보장하기 위해 확장에 반대하였다. 배리와 앨런데일 사이의 갈등이 계속되면서 철도 회사 측의 부동산 투기로 이어졌다. 조지아 만을 토론토-해밀턴-나이아가라 연선의 황금 말발굽 지역까지 잇기 위해 토론토에서 심코 호 서쪽의 평지를 따라 콜링우드까지 철도 노선을 짓고자 하는 계획이 제안되었으며 온타리오, 심코, 휴론 철도 노선이 1853년에 앨런데일까지 철도가 놓여졌다. 배리에서 5km가량 남쪽으로 떨어진 이 역은 철도 회사 직원들의 보금자리로 발전하였다. 한편 배리는 재정 지원이 이루어졌음에도 불구하고 철도의 수혜를 받지 못했는데 이는 1860년대에 배리로 이어지는 지선을 지으라는 법원 판결에 따라 일단락되었다. 앨런데일은 철도 운영사의 부실한 재정으로 자그마한 기업 의존 도시에 불과하였으나 토론토로 이어지는 교통편이 자리를 잡게 되었다.
해밀턴 및 노스웨스턴 철도가 1865년에 앨런데일에 들어서면서 화물 운송료 절감, 서비스 개선 및 인근 지역의 철도 교통 발전에 이바지할 것이라는 희망을 북돋았다. 새로운 철도 노선의 종착역은 배리가 아닌 앨런데일에 들어서면서 앨런데일이 온타리오 중부의 철도 교통 요지로서의 입지는 앞으로 몇 년동안 굳게 다질 수 있게 되었다. 1875년에 노던 철도가 온타리오, 심코, 휴론 철도 노선을 사들였고 이에 따라 역 건물에도 개선이 이루어졌다. 매각에 대비해 온타리오, 심코, 휴론 철도는 앨런데일역을 분기역으로 지정하였고 매각가를 높이기 위해 차량 기지와 유치장을 포함한 새로운 건물이 지어졌다. 앨런데일역에는 직원들이 추가로 채용되었다. 그럼에도 불구하고 앨런데일은 향후 25년동안 인구 증가나 별다른 동네 발전이 없었다.
앨런데일역이 본격적으로 탈바꿈하기 시작한 시점은 그랜드 트렁크 철도가 역을 매입했을 때였는데, 건물과 선로가 개량되면서 앨런데일역사상 최대 규모의 부동산 열풍이 불었다. 역, 차량 기지, 인근 식당에 새로운 일자리가 생기면서 고용 안정은 일단 이루어진 듯하였다. 인구가 늘어나고 마을의 부도 늘어나면서 새로운 벽돌집과 상가가 하나둘씩 생겨났다.
앨런데일의 교통 무역 중심지로서의 입지를 깨기 위해 배리 지역의 납세자들은 차량 기지 위치를 변경하고 운송비를 내리고 1897년에 앨런데일과 배리를 통합하고자 하였고, 이 중에서 앨런데일-배리 통합만 성공하였다. 6번 지구로 개명된 앨런데일은 자치권을 잃게 되었으나 별도의 정체성과 그랜드 트렁크 철도와의 연을 놓지 않았다. 1904년과 1905년 사이에 신역사가 지어지면서 교통 요지로서의 입지는 계속 지키게 되었다.
배리는 금전적인 이유에서 앨런데일을 곱게 보지 못하였다. 지역 기업가들은 앨런데일 분기역을 지역 제조업 발전에 방해가 된다고 여겼으며 그랜드 트렁크 철도가 매기는 비싼 운송비로 국가 전체 규모의 제조업 중심 도시로서 발전은 이루어지지 못했다. 이에 따라 배리는 심코 군의 시장과 서비스 중심지로 발전하였다. 1910년에 들어서서 배리 근처에 있는 콜링우드, 미들랜드, 오릴리아에서 제조된 제품의 총 가치가 배리보다 월등히 높았다. 앨런데일은 한편 철도 의존 지역으로 남게 되었다.
앨런데일역은 배리에서 토론토까지 이어지는 교통편을 제공하였으나 앨런데일 지역 주민들이 배리와 갈등을 겪으면서 20세기 초반에 산업화에 따른 주요 혜택을 받지 못하였다. 도시 발전이 더뎌지면서 배리는 심코 지역의 정치, 사법, 농업 중심지로 자리잡게 되었고 2차 세계 대전 이후로 철도의 중요성이 떨어지면서 앨런데일역의 철도 중심지로서의 위상과 배리에 미치는 경제적인 영향을 잃게 되었다. 1964년 6월에는 캐나다 내셔널 철도가 역 유치장을 철거하였다.
1972년 4월 1일, 캐나다 내셔널 철도가 연방 정부의 명령으로 배리에서 토론토까지 통근 열차를 운행하게 되었다. 1978년에 CN의 여객 철도가 VIA 철도로 이관되면서 이 열차는 VIA가 운행하게 되었다. 1981년에 경기 침체로 당시 캐나다 총리였던 피에르 트뤼도는 VIA 철도 보조금을 삭감하였다. 이에 따라 토론토와 배리 간을 운행하던 VIA 열차는 운행을 중단하게 되고 온타리오 주의 GO 트랜싯이 1982년 9월 7일부터 유니언역에서 브래드퍼드 역까지 운행을 시작하였고, 브래드퍼드에서 배리까지는 셔틀 버스가 운행하였다.
1990년 9월 17일, 데이비드 피터슨 온타리오 주지사는 브래드퍼드 선 열차를 배리까지 연장하였고 오릴리아 연장 가능성도 열어두었다. 하지만 저조한 승객 수와 경기 침체에 따른 예산 감축으로 1993년 7월 5일, 종점은 다시 브래드퍼드로 원상 복귀되었다. 온타리오 주는 90년대 말에 배리 인구가 급격히 증가하는 것을 지켜보고 배리 연장을 염두에 두고 있었다. 하지만 CN 철도가 뉴마켓선 배리 북쪽 구간인 배리-워셔고 구간을 폐선하면서 사정은 더 복잡해졌다. 이를 두고 메트로링스는 2009년 12월 15일, 뉴마켓선 요크 선 북쪽 구간을 6800만 달러에 매입하였으며 앨런데일까지 통근 열차 운행을 위한 공사에 들어갔다. 공사 지연 이후, 2012년 1월 29일에 새로운 통근 열차 역인 앨런데일 워터프론트역 개통식에 기념 열차가 들어섰으며, 개통식 다음 날부터 본격적으로 운행을 시작하였다.

### 고대 유물
앨런데일역 부지는 원주민들이 쓰던 부지 위에 세워졌다. 앨런데일에 철도가 지어지기 직전, 수백 구의 휴론 족 유해가 발굴되었는데 다른 매장지는 1884년과 1889년 사이에 추가로 발견되었다. 앨런데일역 부지는 고고학 유적 발굴 대상이였으며 12세기 말과 13세기 초 사이에 휴론 족이 낚시터로 사용한 흔적이 보였다. 이 유적지는 우렌 기에 유일하게 문서로 기록된 낚시터로 그 시기에 발견된 몇 안되는 유적지이기도 하다.
이곳은 앨런데일 지역의 수자원을 이용하기 위해 세워진 임시 낚시터로 물고기 유해 다수가 유적지 패총에서 발견되었지만 원주민 전통 가옥은 찾아볼 수 없었다. 물고기 유해를 분석한 결과 이곳에서 여러 어종을 잡아먹었던 것으로 파악되고 있다. 이중에는 카토스토무스과, 페르카과, 붕메기과, 큰입우럭, 작은입우럭, 검정우럭과 등 다양한 종류가 발견되었다.
2011년에는 신역사를 짓던 도중 경사 완화 작업을 하다가 현장 사무실 밑에 유골이 발견되었다. 이 유골은 절개형 공사 당시 토대를 위한 채움재로 쓰였지만 정확히 어디서 왔는지는 파악하지 못했다. 유골에서 발견된 앞니로 보아서는 우렌 시대로 추정되지만 데이터가 충분하지 않아 정확히 어디에서 왔는 지는 결론을 내릴 수가 없는 상태이다.
휴론 웬닷 족은 납골당으로 사용되었을 가능성이 있는 이 유적지에 제대로 된 고고학적 연구도 없이 철도역을 지어 유적지가 훼손되었다고 주장한다. 또한 새로 지어진 통근 열차 역은 알려진 장소에서의 유해 훼손을 금하는 온타리오 주의 문화유산 관련법을 준수하지 않았다.

## 건축 양식
앨런데일역은 현대 주거 건축 양식과 이탈리아 별장 양식 요소가 포함된 현대 철도 건축 양식을 통해 20세기 초반에 그랜드 트렁크 철도가 개량한 벽돌 오피스 건물을 강렬하고 새로운 그랜드 트렁크 디자인으로 탈바꿈하였다. 캐나다 국립공원 건축 역사학자인 케이트 맥팔레인에 따르면 20세기 초반의 그랜드 트렁크 철도는 정면성을 거절하고 모퉁이 탑과 대칭되는 건물로 특징지을 수 있다. 역 건물은 정면이 아니라 측면에서 잘 보이도록 지어졌고 작은 탑과 모퉁이 탑, 넓은 지붕이 20세기 초반 GTR 역의 건축 양식의 대표적인 예로, 앨런데일역에도 이런 요소가 가미되었다.
20세기 초반에 지어진 앨런데일역은 그랜드 트렁크 철도의 여객 열차와 켐펜펠트 만에서 보트를 타고 도착하는 승객들에게 인상을 남기기 위해 현대적인 양식으로 지어졌다. 건축 양식의 볼륨감이 단조로운 승객 대기실에 활기를 불어넣으며 외부 디자인과 대칭되는 고상 대합실은 이탈리아식으로 지어졌다. 사면에 창문이 달린 전망탑은 구조의 수평적인 볼륨감에 수직적인 요소를 더했다. 대기실 동쪽과 서쪽에는 박공이 좌우간 대칭하며 톱니 모양으로 들쭉날쭉하게 나있는 대형 창이 역 남쪽에 설치되어있다. 그림같은 대기 공간과 꾸밈 없는 오피스 건물 사이에는 식당이 세 건물간에 조화를 이루기 위해 디자인 요소를 섬세하게 조합하였다. 이를 위해서는 식당 건물을 더욱 균형있고 대칭되는 이탈리아식 건축 양식으로 지었다.
역 건물의 비주얼은 건축 자재를 통일하고 회사 전용 색과 장식 요소를 반복하여 일관성을 유지하였다. 승객 대기실과 식당에는 목조 상부 구조가 노란색 유리 벽돌 바탕 위에 지어졌다. 세 구조 모두 다 회사 색인 크림과 진홍색으로 통일하고 지붕에는 그에 맞는 이탈리아식 디자인의 빨간색 타일로 뒤덮여있다. 승객 대기실과 식당에 쓰인 나무 기둥은 식당 정문을 표시하였고 두 구조의 상단 창문과 식당 벽을 꾸몄다. 우산 모양의 지붕으로 씌운 옥외 통로는 아치형 천장과 조각된 주두로 이루어진 이중 기둥으로 지어져 역 건물의 세 부분을 결합한다.
1905년에 지어진 두 건물에는 주택 건축 양식을 연상케 하는 장식 요소가 들어가있다. 배리의 한 지역 신문에 따르면 외벽의 창문과 문은 파란색과 노란색 스크린 작업으로 끝손질한 쇠시리로 둘러싸여 중국식 찻잔을 연상시킨다고 서술하였다. 승객 대기실의 대형 창문 위에 있는 스크린 작업물은 가정집 내벽의 스텐실이 그 당시 유행이였음을 알려주는 대목이고 현대 주택에 유행인 장식용 유리 가로대는 하단 창문에 사용되었다.
기존 앨런데일역 외부는 개통 이후 몇 군데가 변경되었는데 승객 대기실의 주요 요소인 전망탑과 지붕의 박공이 사라지면서 역 외부가 빛을 바랬다. 1950년대 말과 60년대 초반에 벽 타일을 녹색 아스팔트로 교체하고 기존의 크림과 진홍색 외벽 페인트를 다시 덧칠하면서 건축물의 조화에 부정적인 영향을 미치게 되었다. 오피스 건물 정면에 달려 있는 단층 규모의 현관은 역 구조의 뚜렷한 모습을 보완하거나 향상시키지 않으며 측면에는 짙은 색조의 빨간 벽돌로 평평한 지붕이 추가되었다. 이러한 구조 변경으로 세 건물 구조간 미적 균형이 깨지게 되었다.
1905년에 지어진 승객 대기실과 식당은 스파이어 & 론스 건설사가 설계하였고 역 건물은 디트로이트에 본사를 두고 있는 건설사가 설계하였다.

## 역 구조
앨런데일 워터프론트역은 직원이 상주하는 유인역으로, 매표소는 평일 오전 5시부터 오전 9시 5분까지 개장하며, 나머지 시간대에는 무인으로 운영하고 있다. 매표소에서는 프레스토 카드를 연령층에 맞춰서 설정하거나 기본 출발 및 도착역을 설정하여 하차태그를 하지 않아도 자동으로 정산할 수 있도록 할 수 있다. 이 외에도 통근열차 티켓 구매나 카드 충전은 역에 있는 자동판매기에서 할 수 있다. 프레스토 카드가 없는 경우에는 신용카드나 체크카드를 단말기에 태그해 요금을 정산할 수도 있고, 스마트폰에서 GO 트랜싯 홈페이지에 들어가 이티켓 (e-ticket)을 구매할 수도 있다.
이 역에는 또한 와이파이와 공중전화가 있으며, 역 건물과 승강장, 열차 내부는 휠체어 승객도 이용할 수 있다. 환승 주차장에는 160대 규모의 주차 공간이 있고, 최대 48시간까지 무료로 주차할 수 있다. 또한 역으로 마중 나오는 차량들을 위한 정차 공간도 마련되어있다.
이 역까지 자전거를 타고 오는 승객들을 위한 자전거 거치대가 역에 마련되어있다. GO 트랜싯과 배리 교통 버스는 역에 있는 버스 승강장에 정차한다.

## 운행 계통
2023년 6월 기준 배리선 열차는 토론토 방면 평일 오전 7회 운행하며, 평일 오후에는 7대의 열차가 당역 종착한다. 주말에는 토론토 방면 열차와 당역 종착 열차가 6회씩 정차한다. 나머지 시간대에는 토론토와 배리를 오가는 버스가 운행하며, 토론토 방면 버스는 행선지에 따라 중간에 오로라역이나 이스트귈림버리역에서 갈아타야 한다.
배리선은 나중에 복선 전철화가 되는 대로 통근열차 운행 횟수가 늘어나게 되며, 매일 상시 운행을 목표로 두고 있다.

## 버스 연결편
앨런데일 워터프론트역에 정차하는 버스 노선은 아래와 같다. GO 트랜싯과 배리 시내버스 간에는 무료 환승이 가능하다.
배리시는 기존 시내에 있는 버스 터미널을 앨런데일 워터프론트역으로 이전하는 계획을 추진 중으로, 버스 터미널이 이전하면 기존에 시내 터미널에 정차하던 심코, 무스코카 지역 등지를 운행하는 광역 및 시외버스는 모두 앨런데일에 정차하게 된다.

### GO 트랜싯
| 노선 | 노선          | 노선               | 종점             | 종점 | 종점             | 경유지 | 기준일          | 비고 |
| ---- | ------------- | ------------------ | ---------------- | ---- | ---------------- | --- | --------------- | ---- |
| 68   | 배리 / 뉴마켓 | Barrie / Newmarket | 배리 버스 터미널 | ↔    | 오로라역         | - 오로라 방면: 배리 사우스역 · 영 / 빅토리아 · 영 / 4번 · 배리 / 홀랜드 · 브래드퍼드역 · 영 / 퀸 · 이스트귈림버리역 · 뉴마켓역 · 오로라역 - 배리 방면: 배리 버스 터미널 | 2023년 6월 24일 |      |
| 68B  | 배리 / 뉴마켓 | Barrie / Newmarket | 배리 버스 터미널 | ↔    | 이스트귈림버리역 | - 이스트귈림버리 방면: 배리 사우스역 · 영 / 빅토리아 · 영 / 4번 · 배리 / 홀랜드 · 브래드퍼드역 · 영 / 퀸 · 이스트귈림버리역 - 배리 방면: 배리 버스 터미널               | 2023년 6월 24일 |      |

### 배리 교통
| 노선 | 노선                    | 노선             | 종점                  | 종점 | 종점                  | 경유 도로 | 경유역                       | 비고                                          |
| ---- | ----------------------- | ---------------- | --------------------- | ---- | --------------------- | --- | ---------------------------- | --------------------------------------------- |
| 1A   | 조지안 몰               | Georgian Mall    | 조지안 몰 북쪽 출입구 | ←    | 파크 플레이스         | - 북쪽: 에사, 브래드퍼드, 심코, 배리 버스 터미널, 메이플, 소피아, 베이필드, | 배리 버스 터미널             | 매일 상시 운행                                |
| 1B   | 웰햄                    | Welham           | 조지안 몰 북쪽 출입구 | →    | 파크 플레이스         | - 남쪽: 에사, 페어뷰, 리틀, 휴로니아, 빅베이포인트, 웰햄, 선더스, 베이뷰 | 파크 플레이스                | 매일 상시 운행                                |
| 4A   | 이스트베이필드          | East Bayfield    | 조지안 몰 북쪽 출입구 | ←    | 베이 사우스역         | - 북쪽: 티핀, 브래드퍼드, 심코, 배리 버스 터미널, 메이플, 소피아, 베이필드, 콜터, 컨들스, 베이필드 | 배리 버스 터미널             | 매일 상시 운행                                |
| 4B   | 사우스 GO               | South GO         | 조지안 몰 북쪽 출입구 | →    | 베이 사우스역         | - 남쪽: 티핀, 에사, 버튼, 영, 밀러스 포인트, 허스트, (빅베이포인트, 딘, 마들렌), 빅베이포인트, 프린스 윌리엄스, 메이플뷰, 영 | 배리 사우스역                | 매일 상시 운행                                |
| 7B   | 베어크리크              | Bear Creek       | 앨런데일 워터프론트역 | →    | 파크 플레이스         | - 남쪽: 티핀, 패터슨, 알다그, 메이플턴, 에사, 메이플뷰, 베테런스, 커머스파크, 메이플뷰, 베이뷰 | 파크 플레이스                | 매일 상시 운행. 반대 방향 7A번 벨팜으로 운행. |
| 8A   | 로열 빅토리아 병원 / 영 | RVH / Yonge      | 앨런데일 워터프론트역 | →    | 파크 플레이스         | - 남쪽: 티핀, 에사, 버튼, 영, 배리 사우스역, 영, 메이플뷰, 베이뷰 | 배리 사우스 파크 플레이스    | 매일 상시 운행                                |
| 8B   | 크로스타운 / 에사       | Crosstown / Essa | 앨런데일 워터프론트역 | ←    | 파크 플레이스         | - 북쪽: 티핀, 브래드퍼드, 심코, 배리 버스 터미널, 메이플, 로스, 웰링턴, 도널드, 앤, 컨들스, 코즐로프, 리빙스톤, 세인트빈센트, 벨팜, 덕워스, 조지안, 거버너스 | 배리 버스 터미널 조지안 대학 | 매일 상시 운행                                |
| 90A  | 앵거스 보든             | Angus Borden     | 앨런데일 워터프론트역 | →    | 앨런데일 워터프론트역 | - 서쪽: 티핀, 90번, 56번, 30번, 센터, 휴론, 킹, 밀, 캠브레이, 10번, 노타와사가파인스 고등학교, 10번, 캠브레이, 레밀리스, 올토나, 런디, 디에프, 10번, 노타와사가파인스 고등학교, 밀, 세실, 브렌트우드, 90번, 티핀                                                                |                              | 매일 상시 운행. 보든 캐나다 공군 기지 경유.   |
| 90B  | 피스키퍼스 웨이         | Peacekeepers Way | 앨런데일 워터프론트역 | ←    | 앨런데일 워터프론트역 | - 서쪽: 티핀, 90번, 10번, 세실, 밀, 캠브레이, 10번, 노타와사가파인스 고등학교, 10번, 캠브레이, 레밀리스, 올토나, 런디, 디에프, 캠브레이, 10번, 노타와사가파인스 고등학교, 10번, 캠브레이, 밀, 킹, 휴론, 센터, 5번, 마이크 하트, 그린우드, 골드파크, 5번, 30번, 56번, 90번, 티핀 |                              | 매일 상시 운행. 보든 캐나다 공군 기지 경유.   |

### 심코 카운티 LINX
심코 카운티가 운영하는 공영 버스인 LINX의 2번 버스가 와사가비치에서 스테이너, 브렌트우드, 앵거스를 경유해 앨런데일 워터프론트역까지 평일 오전 5시 30분부터 오후 6시 30분까지 1시간 간격으로 운행한다.

## 인접한 역
| 메트로링스 뉴마켓선 | 메트로링스 뉴마켓선 | 메트로링스 뉴마켓선     |
| ------------------- | ------------------- | ----------------------- |
| 시·종착역           | GO 트랜싯 배리선    | 배리 사우스 유니언 방면 |